# イエンカイン県
イエンカイン県（イエンカインけん、ベトナム語：Huyện Yên Khánh / 縣安慶?）は、ベトナム社会主義共和国ニンビン省の県。面積は138km²、人口は142,029人（2009年）である。

## 行政区画
1市鎮26社を管轄する。